# MS Fantasy
MS Fantasy – pierwszy z serii ośmiu wycieczkowców zbudowanych w Finlandii dla linii obsługującej rejsy wycieczkowe Carnival Cruise Lines.
Stępkę pod jednostkę położono 18 stycznia 1988 w stoczni Wartsila Marine. Budowa jednostki przeciągała się w czasie z powodu kłopotów technicznych, strajku stoczniowców i bankructwa stoczni w 1989. Nowo utworzone przedsiębiorstwo Masa Yards kontynuowało zobowiązania Wartsilia dzięki czemu statek oddano do eksploatacji 2 marca 1990. Odbywa on krótkie (3-5 dni) rejsy z portu Miami. Był jednym z pierwszych dużych wycieczkowców pływających w rejonie Karaibów.

## Dane techniczne
- Tonaż : 70 367 BRT
- Długość: 264 metry
- Szerokość: 31 metrów
- Zanurzenie: 9 metrów
- Prędkość: 22 węzły
- Liczba pasażerów: 2600
- Liczba załogi: 956